# Экзуперий Тулузский
Экзуперий (Эксуперий) (лат.  Exsuperius, фр. Exupéry; вторая половина IV века, Верхние Пиренеи — 410, Бланьяк) — святой Римско-Католической церкви, епископ Тулузы (400—410).

## Биография
Экзуперий родился во второй половине IV века на территории сегодняшнего французского департамента Верхние Пиренеи.
Экзуперий взошёл на кафедру епархии Тулузы в 400 году после святого Сильвия, завершив начатое им строительство базилики святого Сатурнина. Экзуперий также перестроил языческий храм Минервы в христианский храм в честь Пресвятой Девы Марии (сегодня это базилика Пресвятой Девы Марии) в тулузском квартале Дорад на реке Гаронна.
После разорения Тулузы вандалами Экзуперий продал церковное имущество, чтобы накормить голодных.
Святой Иероним Стридонский упоминает Экзуперия несколько раз в своих посланиях, где хвалит его за дела милосердия. Иероним Стридонский написал святому Экзуперию отдельное послание под названием «Commentarium in Zachariae». Экзуперий написал Римскому папе Иннокентию I послание с вопросами о церковной дисциплине. Иннокентий I в ответном письме «Consultenti tibi», датируемом 20 февраля 405 года, дал канон Библии.

## Прославление
Экзуперий умер в 410 году в городе Бланьяке. После смерти останки Экзуперия были помещены в небольшой часовне. 13 июня 1258 года его мощи были перенесены в базилику святого Сатурнина в Тулузе, где хранятся до сих пор.
День памяти в Католической церкви — 28 сентября. 14 июня празднуется перенос его мощей.